# Evropejec leta (nagrada European Voice)
Nagrado Evropejec leta je leta 2001 ustanovil European Voice z namenom nagrajevanja vplivnih evropskih državljanov, ki so se večinoma ukvarjali z evropsko zakonodajo in politiko. Letno nagrado uradno podpira belgijski premier Guy Verhofstadt. Vsako leto višji uredniki European Voice in skupina svetovalcev iz Evropske skupnosti izberejo 50 ljudi, ki so najbolj vplivali na evropsko zakonodajo in politiko v zadnjem letu. Na temu seznamu so evropski komisarji, evropski poslanci, voditelji držav, politiki, funkcionarji EU, nevladne organizacije, aktivisti in evropski državljani. Po javni anketi, katere rezultati so razglašeni na gala večeru, zmagovalci v različnih kategorijah prejmejo nagrade "Evropejec leta".
| Leto | Zmagovalec                  | Komentar                                                                          |
| ---- | --------------------------- | --------------------------------------------------------------------------------- |
| 2001 | Bono                        | Glavni pevec U2 .                                                                 |
| 2002 | Marco Cappato               | Italijanski evropski poslanec                                                     |
| 2003 | Lojze Peterle               | Slovenski evropski poslanec                                                       |
| 2004 | Recep Tayyip Erdogan        | Predsednik turške vlade                                                           |
| 2005 | Jean-Claude Juncker         | Predsednik vlade Luksemburga                                                      |
| 2006 | José Manuel Barroso         | Predsednik evropske komisije                                                      |
| 2007 | Valdas Adamkus              | Predsednik Litve                                                                  |
| 2008 | Meglena Kuneva              | Evropski komisar za varstvo potrošnikov                                           |
| 2009 |                             |                                                                                   |
| 2010 | Kristalina Georgieva        | Evropski komisar za mednarodno sodelovanje, humanitarno pomoč in krizno odzivanje |
| 2011 | Henrik, danski princ soprog | [ 1 ]                                                                             |
| 2012 |                             |                                                                                   |
| 2013 |                             |                                                                                   |